# Neopanorpa fenestrata
Neopanorpa fenestrata är en näbbsländeart som först beskrevs av James George Needham 1909.  Neopanorpa fenestrata ingår i släktet Neopanorpa och familjen skorpionsländor. Inga underarter finns listade i Catalogue of Life.